# Aeroporto di Cefalonia
L'Aeroporto di Cefalonia (IATA: EFL, ICAO: LGKF) è un aeroporto greco situato sull'isola di Cefalonia, arcipelago delle Isole Ionie, indicato come internazionale dalle autorità greche, intitolato alla ginnasta Anna Pollatou, nata a Cefalonia. Situato a sud ovest del centro della cittadina di Leivatho, è un importante scalo turistico per l'economia locale, servendo il capoluogo e tutta l'isola.

## Statistiche
Questo grafico non è disponibile a causa di un problema tecnico.
Si prega di non rimuoverlo.
Vedi la query Wikidata di origine.